# 2 août 1951
Le jeudi 2 août 1951 est le 214e jour de l'année 1951.

## Naissances
- Andrew Gold (mort le 3 juin 2011), chanteur, guitariste, compositeur et producteur de musique américain
- Bernard Simonay (mort le 21 mai 2016), écrivain français
- Esteban De Jesús (mort le 11 mai 1989), boxeur portoricain
- Joe Lynn Turner, chanteur et guitariste de hard rock
- Manon Rasmussen, créatrice de costumes pour le cinéma
- Marcel Iures, acteur roumain
- Maurice Mottard, politicien belge
- Nenna, artiste brésilien d'art contemporain
- Per Westerberg, homme politique suédois
- Steve Hillage, compositeur, chanteur et guitariste de new age

## Événements
- République populaire de Pologne : arrestation de Władysław Gomułka exclu du Parti ouvrier unifié polonais en 1948[1].
- Création de la fondation allemande pour la recherche
- Sortie du film américain Le Signe des renégats